# Milicias de la CNT del Centro

Bandera de la CNT-FAI

Las milicias de la CNT del Centro fueron milicias de la CNT que operaban en Madrid. Allí formaron centurias, batallones y columnas anarcosindicalistas, si bien de una magnitud mucho menor que en el Frente de Aragón. Desde los primeros días del levantamiento militar en Madrid hasta la militarización definitiva de las milicias (que comenzó en noviembre y terminó en enero de 1937), participaron alrededor de 65.000 personas en estas milicias de carácter anarcosindicalista. Unas 30.000 estaban activas en enero.  
Durante el mes de agosto la CNT jugó el papel preponderante en Madrid. Había conseguido armas gracias a la toma del Cuartel de la Montaña, y organizó un considerable número de milicias que liberaron las ciudades de Castilla (Alcalá de Henares, Guadalajara, Cuenca y casi todo Toledo). Sin embargo esta supremacía no duró mucho tiempo. Cuando se crea el gobierno de Largo Caballero en septiembre, éste va progresivamente imponiendo su autoridad. El poder real en Madrid fue cambiando de manos. Eran ahora los comunistas quienes comenzaban a ganar influencia gracias a sus tropas disciplinadas (que lograban una buena impresión), a su propaganda hábil (que proyectaba una imagen de seriedad y compromiso con la República, así como el desprestigio de sus rivales) y a la ayuda de la URSS (suministros de alimentos, materias primas, armamento y técnicos militares). Este peligro de dominación total de Madrid por los comunistas puso en guardia a la CNT. A partir de entonces el Comité de Defensa de la CNT del Centro, en manos de Eduardo Val, Salgado y García Pradas se encargó de centralizar la acción de las milicias y la administración del sindicato. Este grupo se convirtió en una especie de estado mayor que absorbió las funciones ejectutivas de la CNT del Centro. El miedo a ser eliminados hizo que los anarquistas madrileños devolvieran golpe por golpe hasta que los comunistas desistieran en su empeño ante una CNT dispuesta a llegar al extremo.
Tras militarizarse, la CNT del Centro (que es como se conoce a la federación regional de la CNT en Madrid, Castilla-La Mancha - Castilla La Nueva, en 1936 - y parte de Castilla y León) tendría aún una gran influencia entre sus afiliados que combatían en el Ejército Popular Republicano. Hacia finales de enero de 1937 las milicias confederales desaparecen formalmente. Pero esta influencia sería vital en 1939, cuando se produzca el golpe de Estado de Segismundo Casado y se crea el Consejo Nacional de Defensa, una de las aspiraciones de la CNT durante toda la guerra.

## La CNT en Madrid durante la República
La Federación Local de Madrid de la CNT contaba con apenas 3.000 afiliados en los primeros días de la República, en 1931. Esta debilidad se puede explicar por el hecho de que durante la dictadura de Miguel Primo de Rivera, los socialistas pudieron seguir organizando a los trabajadores mientras la CNT permanecía prohibida. Sin embargo, partiendo de esta debilidad, la CNT logró aprovechar todas las oportunidades que se le brindaron en los años de la República para crear una organización potente que hacia julio de 1936 tenía 66.000 afiliados (entonces la UGT madrileña tendría algo más de 160.000). Destacaba el Sindicato de la Construcción (que tenía la mitad de los efectivos), que dirigían los albañiles Cipriano Mera, David Antona y Teodoro Mora, y organizó numerosas huelgas, cada vez más radicales. Por ejemplo la huelga de la construcción en el verano de 1936, en la que participaron 100.000 trabajadores. Cuando estalla la sublevación militar en Madrid aún persiste esta huelga, y son los comités de huelga los que dirigen la resistencia al levantamiento en esos momentos.

## El levantamiento militar
El Comité de Defensa es uno de los organismos que dirigen, en la medida de sus posibilidades, la resistencia al levantamiento militar. Hace tiempo que en la CNT madrileña los militantes están organizados por barriadas. Es el 19 de julio y las noticias que llegan de toda España son alarmantes. En primer lugar cada grupo de barrio se organiza para la requisa de automóviles, la requisa de armas y para tomar los lugares claves de la barriada. También se monta guardia alrededor de los cuarteles. Ese mismo día los sindicatos UGT y CNT declaran la Huelga General Revolucionaria. Durante la madrugada se reparten unos 5.000 fusiles entre los centros obreros socialistas. Algunas armas van a parar a los comunistas a través de las JSU, pero muy pocas consiguen los anarquistas, que siguen prácticamente desarmados. Sin embargo, logran parar un camión de los que se dirigían a algún centro socialista y requisan las armas que se reparten entre los afiliados de Cuatro Caminos y Tetúan. 
Esos primeros 5.000 fusiles son la base del futuro ejército de milicias que controlarán los frentes madrileños durante los siguientes meses. En un primer momento el gobierno decide armar cinco batallones de voluntarios: dos de la UGT, uno socialista, otro anarquista y otro comunista -el futuro Quinto Regimiento. El batallón anarquista estaría a las órdenes del teniente coronel Víctor Lacalle. Con este batallón irá en agosto a Somosierra. 
Durante la mañana del 20 de julio salen a la calle los militantes del Sindicato de la Construcción que estaban detenidos por la huelga (Mera, Julio, Verardini, Cecilio, González Marín, etc.). Los grupos anarquistas asaltan las armerías y reúnen escopetas de caza, pistolas y algún revólver, aunque tienen poca munición. Esa mañana se subleva el Cuartel de la Montaña, quedando el resto a la espera con la guarnición encerrada en los cuarteles. En la Casa de Campo un grupo grande de mil o dos mil personas marcha hacia el cuartel de Campamento. En el Puente de Toledo, Delicias y Usera miles de personas más vigilan los caminos hacia los cuarteles situados en Carabanchel y Getafe. Poco a poco a lo largo de la madrugada del 20 se van sublevando los cuarteles. 
En torno al cuartel de la Montaña hay unas mil personas a medio armar. También hay guardias de asalto y algunas ametralladoras. El cuartel es asaltado mediante una avalancha de atacantes que deja unos 500 muertos en el suelo. Sin embargo, se trata del cuartel desde el que se ha organizado la rebelión en Madrid, y el resto de cuarteles se desmoralizan. Las armas del cuartel se reparten entre los asaltantes y es aquí cuando los anarquistas se arman. Estos se reparten unos mil fusiles. Durante aquel día irían cayendo uno tras otro todos los cuarteles de Getafe, Carabanchel, Vicálvaro, Campamento, Wad-ras, Leganés, etc. Se asaltan los edificios desde los que disparan fascistas o simpatizantes de la sublevación. Durante semanas las milicias de retaguardia se estarán ocupando de los llamados "pacos".

## Asegurando los frentes
El 21 de julio parten las primeras milicias para romper el cerco al que se ve sometido Madrid. Hay varios miles de personas que vigilan la ciudad y que combaten a los "pacos". Unos pocos cientos han partido hacia los puertos de la sierra. Otros luchan en El Pardo contra la guarnición militar sublevada. Y el Comité de Defensa de la CNT del Centro envía una columna para liberar Alcalá de Henares y Guadalajara y otra para liberar Toledo. 
En la toma de Guadalajara se van destacando futuros jefes de milicias como Feliciano Benito, Teodoro Mora, Isabelo Romero, David Antona, García Pradas o Cipriano Mera. Van unos 200 milicianos que liberan Alcalá el 22 y toman Guadalajara el 23 de julio. A cargo de esta milicia está - nominalmente (ya que los milicianos en este momento no obedecen a nadie) - el militar republicano Ildefonso Puigdendolas. Parten inmediatamente por la carretera de Zaragoza hasta que se encuentran con una columna republicana dirigida por Francisco Jiménez Orge, que se queda a 80 km del frente mientras los milicianos intentan llegar lo más lejos posible, por la carretera de Zaragoza. Jiménez Orge será acusado de pasividad por los anarquistas. Llegan hasta Torremocha del Campo, sin embargo los franquistas toman Alcolea del Pinar. En este frente se quedarían varios cientos de milicianos hasta que reciben refuerzos de la guardia de asalto y otras columnas milicianas (ferroviarios y una columna pequeña del POUM; y después, en septiembre, los batallones socialistas Alicante Rojo y Pasionaria y carabineros).
Para la toma de Toledo se organiza una columna en base al Ateneo Libertario del Sur, Ateneo Libertario del Puente de Toledo y el Ateneo de Delicias. Se juntan más de mil personas, pero no hay fusiles para más de 600. Aun así entran en Toledo y entablan un fuerte combate que arrincona a los sublevados en el Alcázar de Toledo. En estos momentos después del combate, quedan unos 300 milicianos armados y un centenar de guardias de asalto. Pronto recibirán refuerzos de otros milicianos socialistas y de paisanos de Toledo.
El día 27, sale una pequeña columna de 150 milicianos a cargo de Cipriano Mera (que vuelve de Guadalajara) para liberar Cuenca, en poder de la Guardia civil. Engaña al gobernador civil y al comandante de la guardia civil, haciéndoles creer que le espera un número mucho mayor de milicianos a las puertas de la ciudad, con lo que se rinden sin combatir. Con la toma de Cuenca, el 28, se enlaza ya con Valencia y Barcelona. Y con la toma de Albacete por parte de las milicias de Alicante, Murcia y Cartagena el día 25 de julio, Madrid queda unido también con éstas ciudades. El frente se estabiliza.

## Las columnas milicianas de la CNT
La CNT decide organizar a sus milicianos, esparcidos por todos los frentes. Para ello crea dos cuarteles, uno en el Cinema Europa y el otro en el Puente de Toledo. En los ateneos populares se abren oficinas de reclutamiento. Luego, cuando el Comité de Defensa tiene armas para una centuria o un batallón, lo arma y lo envía al frente. Se forman las milicias en esta base: Cada grupo de 20 hombres nombra un delegado. Cada centuria elige otro. Los delegados de las centurias, forman el Comité del Batallón. Los delegados de los batallones, junto con los representantes del Comité de Defensa en nombre de la organización confederal, el Comité Directivo de la columna.
Para mandar la primera columna que se organiza, la CNT elige (en estos días pueden hacerlo) al teniente coronel Del Rosal. El 27 de julio salen para Somosierra y Paredes de Buitrago. Iría Teodoro Mora de delegado de la CNT, aunque posteriormente se añadiría Cipriano Mera. 
En el frente de Sigüenza, por su parte, se reorganizan las milicias en centurias, al frente de ellas queda Feliciano Benito, de la CNT. Atacan Atienza, que no la toman. Retroceden hacia Sigüenza que recibe un fuerte ataque de los sublevados, aunque los milicianos resisten. 
Se forma una columna con destino a Navalmoral de la Mata. Ante las noticias que van llegando de Extremadura, la CNT del Centro organiza una primera milicia de 200 hombres a cargo de Isabelo Romero, entonces secretario del Comité Regional de la CNT del Centro. Se encuentran con el comandante Sabio, que manda una columna que protege Navalmoral, sin embargo, se les terminan las municiones, y ante la incapacidad del Ministerio de la Guerra para enviarlas, deben retroceder. 
La Columna de Extremadura está mandada por el único general en activo de la República capaz de mandar tropas, el general Riquelme. A su vez, su columna estará subdividida en otras menores. En esta columna también participarán anarquistas, sobre todo extremeños, con los que Riquelme no se llevará bien, debido a su indisciplina. También aparece, reforzando el frente, la llamada Columna Fantasma, al mando del capitán Manuel Uribarri, que viene de Valencia al mando de una columna de milicianos de CNT mezclados con guardias y soldados. 
En Toledo, quedaban poco más de 300 milicianos y unos guardias. La CNT organiza en el Ateneo Libertario del Sur una milicia llamada Águilas de la Libertad. Esta milicia tendrá 400 hombres que estarán mandados por Salvador Sediles como jefe militar y los anarquistas Francisco Tortosa y Benito Pavón. 
Mientras tanto los anarcosindicalistas en Madrid organizan hospitales: en el Frontón Recoletos y en el Ateneo Libertario Delicias. Además el gobierno autoriza la creación de las Milicias de Vigilancia de la Retaguardia, que en los primeros momentos están controladas por los sindicatos y los comunistas.
También se alistan milicianos anarquistas en otras columnas ante la falta de armas. Por ejemplo en la Columna Mangada se juntan unos mil anarquistas con otros republicanos o socialistas. La Columna atacará el frente de Ávila, que romperá, el 27 de agosto. Aunque no tomaron la ciudad sí que se adentraron en territorio enemigo más de 50 kilómetros. Esta gesta, provocará que sus hombres lo lleven a hombros y lo proclamen "general" en una curiosa forma de conceder ascensos. Era un signo de cómo eran los milicianos de esos días. La columna sería de las más numerosas, calculándose más de 6.000 combatientes en total. 
Sin embargo el frente de Extremadura se hunde y el gobierno tiene que tomar medidas más serias. A finales de agosto se organiza la defensa del valle del Tajo. En el centro, la columna Riquelme que tiene unos 8.000 o 10.000 hombres. A su flanco derecho estará la columna López Tienda (que viene desde Cataluña) que es mucho más pequeña. A su flanco izquierdo (y en la otra orilla del Tajo) estará la Columna Andalucía-Extremadura. Esta columna se ha formado en Andalucía de los restos de las unidades milicianas libertarias. Sin embargo también hay en Madrid numerosos extremeños y andaluces, que el Comité de Defensa engloba en esta columna. El frente que cubre la columna va desde el Tajo hasta los frentes de Córdoba.  
En el flanco derecho del republicano López Tienda estará la Columna del Rosal, que tendrá los batallones confederales Mora, a cargo de Teodoro Mora y organizado por el Ateneo del Puente de Toledo, Orobón Fernández mandado por Miguel Arcas, organizado por el Ateneo Libertario de Tetuán de las Victorias, y el batallón Ferrer, mandado por Cayuela. Esta columna llegará hasta Navamorcuende, provincia de Toledo, y combatirá en el Valle del Tiétar. El 20 de agosto estará en este frente hasta que se hunde con la toma de Talavera de la Reina el 6 de septiembre por las tropas africanas de Varela. La columna anarquista sufre numerosas bajas, de mil combatientes con los que parte de Madrid quedan 250. Entre los muertos está Teodoro Mora que dirigía un batallón. Se le envían refuerzos desde Madrid. Con los refuerzos, muchas veces improvisados, que la columna recibe, organizan los siguientes batallones: Francisco Ferrer, Orobón Fernández, Manuel Pau, Noi del Sucre, Bakunin y Rafael Casado. Manuel Pau y Rafael Casado son los dos primeros muertos de la columna en Paredes de Buitrago. También se le envían varias centurias de la Columna Tierra y Libertad, que viene desde Cataluña para reforzar la defensa de Madrid. La columna es retirada del frente el 15 de septiembre con numerosas bajas. 
El Ministerio de la Guerra había abandonado a las milicias de Toledo a su suerte. Llevado el ataque hasta entonces por milicianos anarquistas y por guardias de asalto. Cuando las tropas de Yagüe están en Talavera de la Reina, envían refuerzos para intentar tomar el Alcázar y resistir en esta ciudad. Se lanzan varios ataques y se dinamita el edificio. Sin embargo, el 27 de septiembre, llegan las tropas del Ejército de África a la ciudad y los milicianos han de retirarse. 
La situación de Sigüenza es parecida. A pesar de los refuerzos enviados por el Ministerio de la Guerra los sublevados atacan con muchas más tropas. Sitian a los milicianos en la ciudad, y más tarde en la catedral, en la que habrá un grupo de milicianos resistiendo desde el 11 de septiembre. El frente se derrumbará el día 25, retrocediendo varios kilómetros. En el hundimiento del frente quedan varios cientos de milicianos rodeados en el pueblo. Un grupo de unos 150 logra escapar al mando de Feliciano Benito, pero quedan otros 500 atrapados y se encierran en la catedral, imitando el ejemplo del Alcázar de Toledo. Se rendirán el 15 de septiembre. 
La Columna Del Rosal es reorganizada y rearmada en septiembre. Se la envía ahora al frente de Teruel para participar en la toma de la ciudad. La integran ahora 8 centurias de la columna Tierra y Libertad, el batallón Mora con 650 hombres, el batallón Juvenil Libertario con otros 650, el batallón Orobón Fernández con 600, y el batallón Ferrer con otros tantos. En total 3.200 combatientes. Estaba comandado por el teniente coronel Del Rosal y con Cipriano Mera de delegado, el jefe del Estado Mayor era el cenetista Antonio Verardini. La columna participó en acciones en la Sierra de Albarracín, aunque sin poder tomar Teruel. Pasará todo el mes de octubre en este frente. Una parte de la columna (1000 hombres) volverá a Madrid cuando ésta sea cercada por las tropas franquistas. 
Para completar el panorama de milicias anarquistas, decir que existía una columna dirigida por Amor Nuño, de las Juventudes Libertarias que combatía en el frente de Toledo, y que se llamaría columna Amor y Libertad, con 500 milicianos. También se forma en octubre la Columna España Libre. Se pretendía ahora formar columnas de cierta 'entidad', es decir, numerosas y bien armadas que pudieran contener al enemigo con garantías. La idea era que la columna tuviera 3.000 milicianos, aunque en principio solo tuvieron armas unos 1.200, por la escasez. La columna no recibiría armas hasta el día 3 de noviembre, en las vísperas de la batalla de Madrid.

## La batalla de Madrid
A finales de octubre y primeros de noviembre el ejército nacional está a las puertas de Madrid. Se produce en este tiempo una fuerte movilización de los habitantes de Madrid. De hecho, es la movilización más fuerte de la guerra, puesto que de unos 20 o 30.000 combatientes en octubre se pasará a casi 90.000 para febrero del 37. Dentro de las filas de la Confederación, se produce una movilización total. Por un lado los afiliados al Sindicato de la Construcción se apuran para construir fortificaciones. Por otro los del metal se afanan en la producción de pertrechos de guerra, a pesar de que Madrid apenas tiene industria. Se hace una recolocación de los batallones dispersos, como la Columna Tierra y Libertad, la Amor Nuño o el batallón Toledo. El 3 se arma la Columna España Libre, como se ha dicho. 
En Madrid la situación es desesperada. El Gobierno decide abandonar la ciudad y trasladarse a Valencia, y se forma el día 4 de noviembre la Junta de Defensa de Madrid, a cargo del General Miaja. En este contexto se produce la llegada de los 4 ministros que tendría la CNT en el gobierno de Largo Caballero (Federica Montseny, Juan García Oliver, Joan Peiró y Juan López), que lo primero que se les ordena hacer es irse a Valencia. La comitiva de ministros que salían de Madrid es detenida por milicianos de Sigüenza -en reorganización- en Tarancón, a cargo de José Villanueva. La indignación con el gobierno era general en Madrid, ya que horas antes de irse habían afirmado que el gobierno correría la misma suerte que el pueblo de Madrid. Por mediación de Eduardo Val y Horacio Martínez Prieto se deja marchar a los retenidos (los generales Asensio y Pozas, Álvarez del Vayo, el ministro cenetista Juan López y muchos secretarios y subsecretarios y altos cargos del gobierno).
El día 4 las tropas franquistas toman Carabanchel Alto y Campamento. Se forma un frente en Carabanchel Bajo, en Usera, en Villaverde, en la carretera de Extremadura y la Casa de Campo. En Carabanchel y Usera hay una oleada de voluntarios para resistir y tomar las armas según van cayendo sus compañeros. Se contiene el ataque. El día 7 entran en vigor las órdenes de Miaja, que le dan el control de la defensa de Madrid. 
En Carabanchel estará la columna España Libre. Consiguen paralizar un ataque de una columna de tanques, sufriendo muchas pérdidas. En estos enfrentamientos pierde la vida Ramos, que estaba al mando de la columna. 
El día 8, llegan a Madrid milicias de la Columna Del Rosal a cargo de Cipriano Mera. Se han presentado 250 voluntarios de cada uno de los 4 batallones de la columna, que completa una columna de 1000 hombres. Se la pone a cargo del comandante Miguel Palacios. En el frente de Madrid será conocida como Columna Palacios, y será dividida en dos batallones (al mando de Manuel Arenas y Manuel Domínguez). Fueron situadas entre el puente de San Fernando, al norte del Manzanares, y Puerta de Hierro. Entraron en combate el día 9, recuperando algo de terreno. Sin embargo, tuvieron 350 bajas en un solo día. El día 10 la columna volvió a atacar. Pero para el 13, de los 1000 que eran en la columna quedaban 400. Ambos jefes de batallones cayeron en estos días. Reciben el refuerzo de dos compañías de carabineros y la Organización les enviará otros 600 cenetistas voluntarios. 
El ataque en el norte de la ciudad comenzará a centrarse en la Ciudad Universitaria de Madrid. Defendiendo estarán las columnas Mangada, Galán, y en el sector propiamente de la Ciudad Universitaria, la columna Palacios y la columna Libertad (del PSUC, enviada desde Cataluña). Pero desde el día 14 el ataque enemigo arrecia y todas las columnas van perdiendo posiciones. El 17 reciben el refuerzo de la Columna Durruti, que viene desde el frente de Aragón y está comandada por Buenaventura Durruti. No viene más que una parte de la columna, unos 1500 milicianos. A pesar de la fama que tenía, realmente las tropas milicianas del centro tenían más experiencia y capacidad para enfrentarse a los Regulares y Legionarios que les atacaban. Las tropas del frente de Aragón habían estado detenidas en el frente, sin municiones ni armas de refresco, más de un mes, mientras que las fuerzas del Centro no habían tenido descanso. La columna será asignada a la posición del Hospital Clínico que es atacado justamente en esos días. El día 19 Durruti muere. Buenaventura Durruti es por entonces un símbolo muy potente de la Revolución social que se comienza a cuestionar y atacar por parte de los comunistas, republicanos y algunos socialistas. Su columna quedará a cargo de Ricardo Sanz. 
Sin embargo, por ahora Madrid no ha caído. Se produce un relevo de generales en el bando nacional. Yagüe y Varela son sustituidos el 21 por generales de segunda fila. Y prosiguen los ataques frontales. Hasta el día 11 de diciembre el frente no se calmaría. En estos momentos se producen muchos relevos en las milicias confederales. Desde el Comité de Defensa se unifica el mando de todas las milicias de la CNT en el Centro. Se crea un estado mayor y se acepta la militarización de las milicias. Los nacional intentan tomar la Carretera de La Coruña atacando los pueblos de Húmera y Boadilla.

## La militarización
En Madrid, la idea de la militarización (desde la CNT) se acepta mucho antes que en otros lugares, como Aragón, Cataluña o Valencia. La situación de asedio que vive la ciudad, con miles de muertos en los frentes, con bombardeos diarios y con ataques con columnas de tanques, hasta ahora nunca antes vistos, hacen percibir que la única forma de ganar la guerra será formando un ejército organizado capaz de derrotar al enemigo. En el periódico CNT se escribe: "La confederación da una vez más el ejemplo unificando sus columnas. Ahora esperamos que nuestra labor sea superada, por la constitución de la milicia y del mando único -Ejército regular, dicho sea en otras palabras- según la voluntad y el deseo de toda la España antifascista".
Las milicias confederales que mandan Palacios y Mera se convierten en la Brigada X (o Brigada 10). Bajo esta brigada quedan los batallones Sigüenza (a cargo de José Villanueva), el batallón Ferrer (a cargo de Carlos Sanz) que fue transformado en el 8º batallón de milicias confederales, y más tarde recibieron el 9.º y el 12.º batallón de milicias de CNT. Cada batallón tendría 550 fusiles y 16 ametralladoras. Formaban parte de esta brigada algunas fuerzas de las que llegaron de la Columna Durruti, a cargo de José Manzana. En los últimos días de diciembre fueron trasladados a Húmera, donde participaron en la defensa de la carretera de La Coruña. Ésta fue atacada duramente en los primeros días del año 1937, produciéndose una gran desbandanda en el bando republicano. Las tropas de la Brigada X recogieron entre 5 y 6.000 fusiles, con los que se armaron varios batallones de la CNT. 
La CNT forma la columna Espartacus a partir de militantes andaluces, murcianos y alicantinos. A cargo estarían Sabín, Luzón, Molina, Vimes, Pedraza, Acracio... Se le asigna el sector de la Casa de Campo, cerca de Aravaca. En la segunda quincena del mes de enero se militarizan las tropas de la CNT. La Brigada X pasa a ser la Brigada 39, y pronto se constituye una División, que es la 5.ª a cargo de Miguel Palacios. En la 39 BM estará Mariano Román al mando. Las Columnas Espartacus y España Libre se transforman en la 70 y la 77. Las dos brigadas darán origen a la 14.ª División, mandada por Cipriano Mera. En Cuenca los batallones de la Columna del Rosal también se transforman en brigadas, la 59, 60 y la 61, y entre las tres formarán la 13.ª División. La Columna Durruti, tanto las tropas que están en Aragón como las de Madrid, que volverá a Aragón, formarán la 26ª División. De los batallones que combaten en Andalucía, y que ahora vuelven a Madrid se formará la brigada 149, y después la 17.ª División.
Nada más formarse algunas de estas brigadas, como las fuerzas de la 26 (ex-columna Durruti) serán enviadas a la batalla del Jarama. Allí resultarán diezmadas en el asalto al Cerro del Pingarrón junto con una brigada internacional. La 14 División de Mera tendrá un papel destacado en la batalla de Guadalajara. 
Como dice Eduardo Guzmán, hasta finales de enero de 1937 por las milicias de la CNT del Centro han pasado unas 65.000 personas, de las que se tenía ficha.